# Château de la Tournelle
Koordinaten: 48° 50′ 59,6″ N, 2° 21′ 17,6″ O

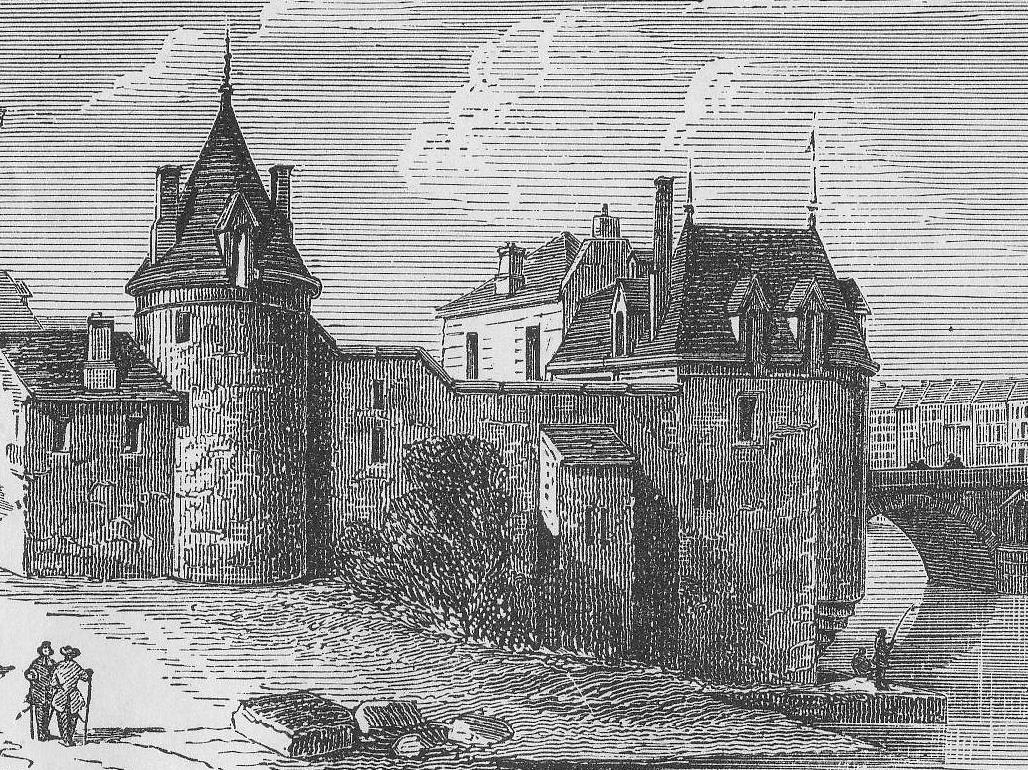
Château de la Tournelle in der Zeit Ludwigs XIII.

Das heute nicht mehr existierende Château de la Tournelle lag in Paris flussaufwärts auf der Rive Gauche an dem gleichnamigen heutigen Quai de la Tournelle, ungefähr an der Stelle des heutigen Restaurants La Tour d'Argent. Es wurde auch „Gefängnis der Galeerensträflinge“ genannt.

## Geschichte

### Die Tour Saint-Bernard
Die Stadtmauer Philipps II., die Paris seit Anfang des 13. Jahrhunderts umgab, endete am Seine-Ufer an vier Ecktürmen, davon zwei flussaufwärts auf der Ostseite der Stadt und zwei flussabwärts auf der Westseite. Zwischen diesen Türmen wurden über Nacht jeweils Ketten durch den Fluss gespannt, um Angriffe von der Seine her zu verhindern. Die 1185 erbaute Tour Saint-Bernard hatte ihren Namen vom nahegelegenen Collège des Bernardins. Sie lag gegenüber der Tour Barbeau auf der Rive Droite.
Die anderen beiden Türme im Westen der Stadt, zwischen denen ebenfalls eine Kette durch den Fluss gespannt wurde, waren die Tour du Coin auf der Rive Droite bei der Louvre-Burg und die Tour Philippe-Hamelin, später Tour de Nesle genannt, auf der Rive Gauche.
Unter Karl VII. öffnete man die Stadtmauer an der Nordseite des Turms und richtete dort das Porte Saint-Bernard genannte Stadttor ein.

### Das Château de la Tournelle
Die Tour Saint-Bernard wurde möglicherweise in der Zeit Karls VI. abgerissen und mit dem Château de la Tournelle ersetzt, das gelegentlich auch Fort de la Tournelle genannt wurde. Das Château war eine kleine Burganlage auf quadratischem Grundriss und von mehreren Türmchen flankiert. Bereits zerfallen wurde es 1554 in der Zeit Heinrichs II. instand gesetzt. Sein Wert für die Stadtverteidigung verlor sich im Lauf der Zeit; es blieb ungenutzt, bis es auf Bitten des Vincent von Paul in ein Lager für Galeerensträflinge umgenutzt wurde, womit Vincent von Paul eine Verbesserung ihrer Lage erreichen wollte. Aufgrund dieser Nutzung wurde das Château de la Tournelle „Tour des Galériens“ oder Galeerensträflingsgefängnis („Prison des galériens“) genannt. Bis zu der Umnutzung mussten die Galeerensträflinge ihren Transport in den Hafen von Marseille in der Conciergerie abwarten, der nur zweimal im Jahr, am 25. Mai und am 10. September stattfand.
Die Lebensbedingungen der zur Galeerenstrafe Verurteilten waren schrecklich; aufgrund der Revokation des Edikts von Nantes wurden hierzu insbesondere Protestanten verurteilt, die bei der Ausübung ihres Gottesdienstes ertappt worden waren. Einer von ihnen, Jean Marteilhe, war im November 1712 im Château de la Tournelle gefangen und beschrieb den Innenraum:
„Es ist ein Verlies oder, besser gesagt, ein geräumiger Keller mit großen Eichenbalken, die jeweils etwa drei Fuß voneinander entfernt sind. Diese Balken sind ungefähr zwei Fuß dick und sind so auf dem Boden angeordnet und festgemacht, dass man sie auf den ersten Blick für Bänke halten könnte, aber ihre Nutzung ist sehr viel unangenehmer. Auf den Balken sind dicke, anderthalb Fuß lange Eisenketten befestigt mit einem Halsband aus demselben Metall am Ende. Wenn die unglücklichen Galeerensträflinge in dem Verlies ankommen, lässt man sie sich halb hinlegen, sodass ihr Kopf auf den Balken liegt. Dann legt man ihnen das Halsband um den Hals, schließt es und schlägt einen Splint mit schweren Hammerschlägen hinein. Da die Ketten mit Halsband jeweils zwei Fuß voneinander entfernt sind und die Balken in der Mehrzahl etwa 40 Fuß lang sind, kettet man dort 20 Männer in einer Reihe an und an den anderen [Balken] jeweils im Verhältnis zu ihrer Länge.“
Während der Französischen Revolution wurden die Galeerensträflinge aus dem Château de la Tournelle 1790 in das davor gelegene Collège des Bernardins verlegt. Am 16. Juni 1791 beschloss die Assemblée nationale auf Vorschlag von La Rochefoucauld, das Château de la Tournelle zusammen mit der daneben gelegenen Porte Saint-Bernard für Abbruchkosten von einer Million Francs niederzulegen. Der Abbruch erfolgte 1792. Es gibt heute von beiden Anlagen keine Überreste mehr.

## Bildliche Darstellungen

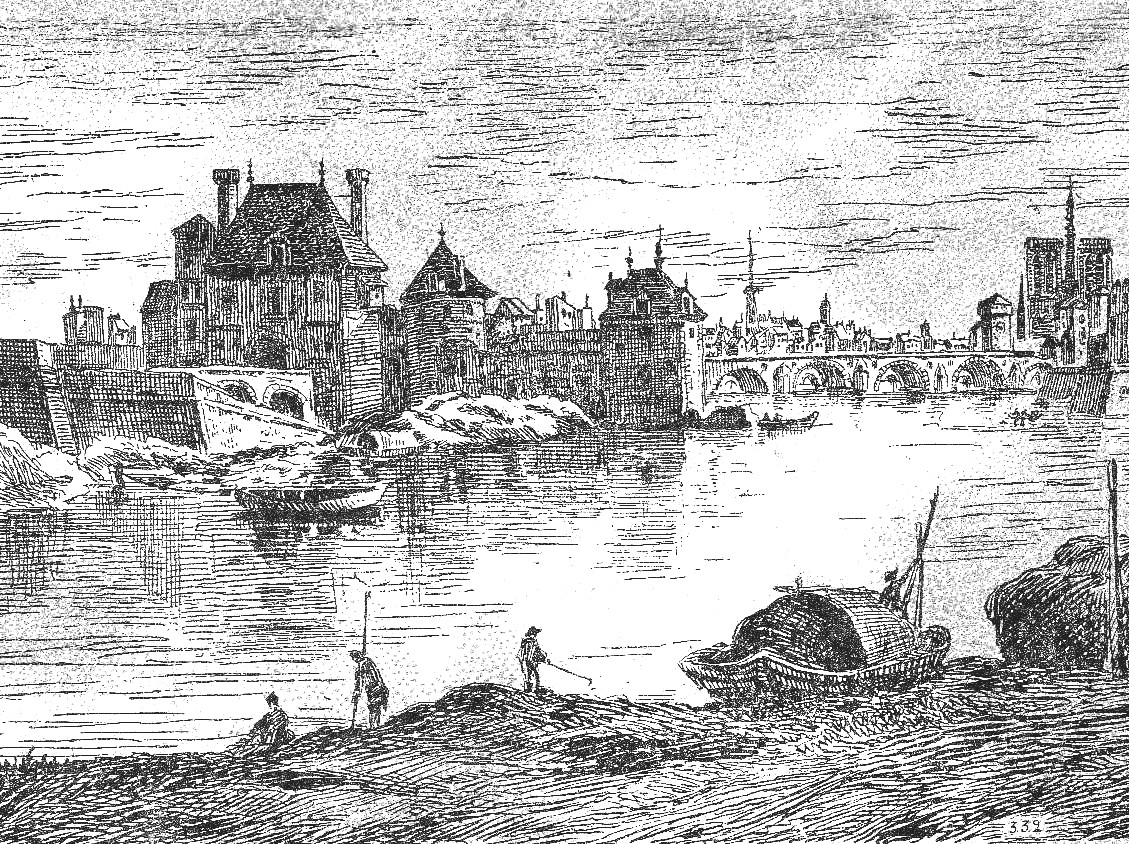
Quai und Porte Saint-Bernard, Château de la Tournelle und alter Pont de la Tournelle 1635.
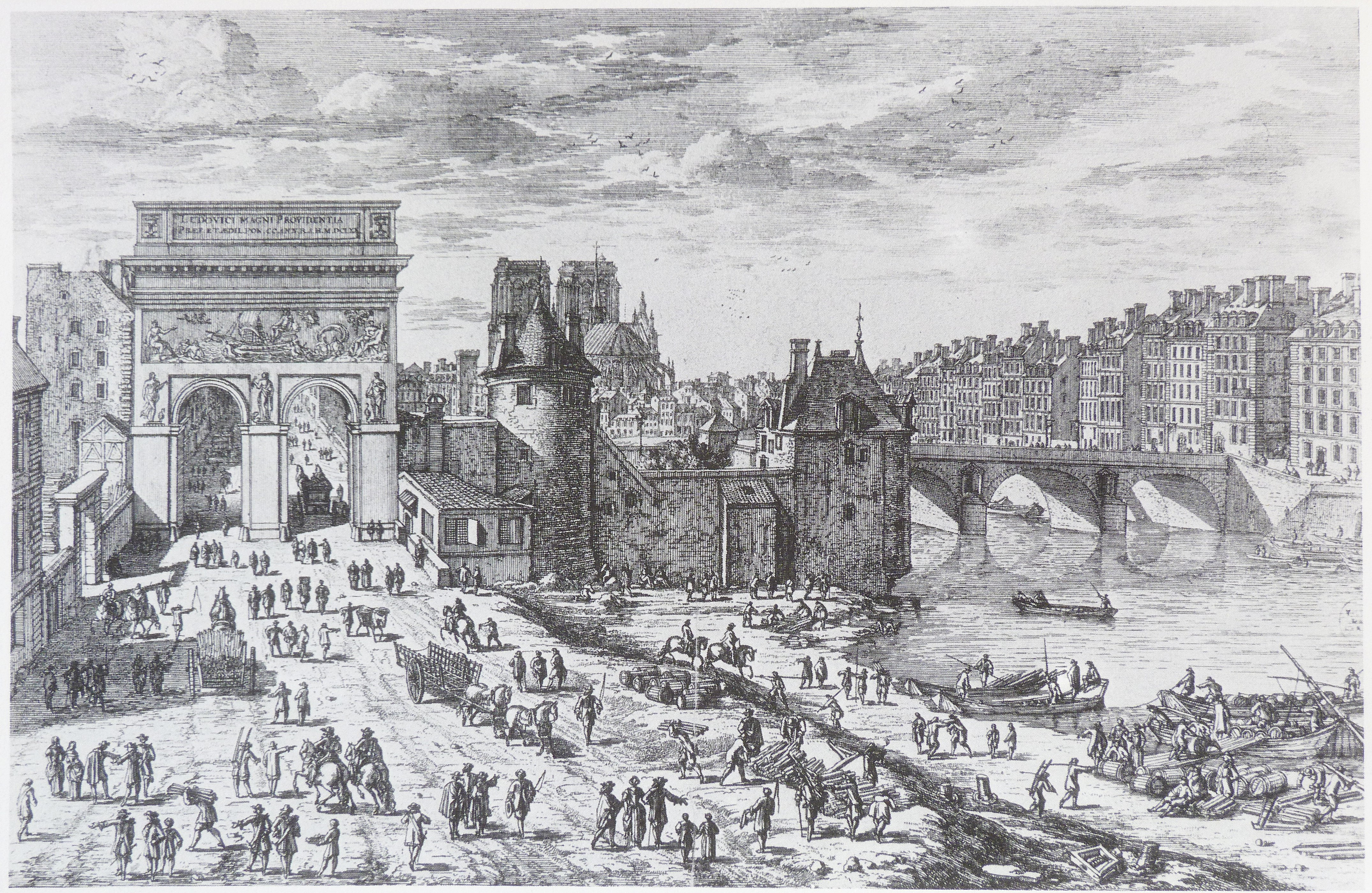
Porte Saint-Bernard und Château de la Tournelle auf einem Kupferstich von Adam Pérelle, um 1680.
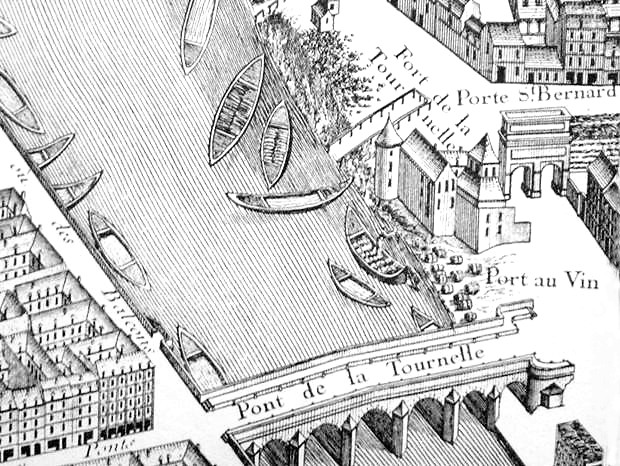
Viertel des Château de la Tournelle im Jahr 1734.
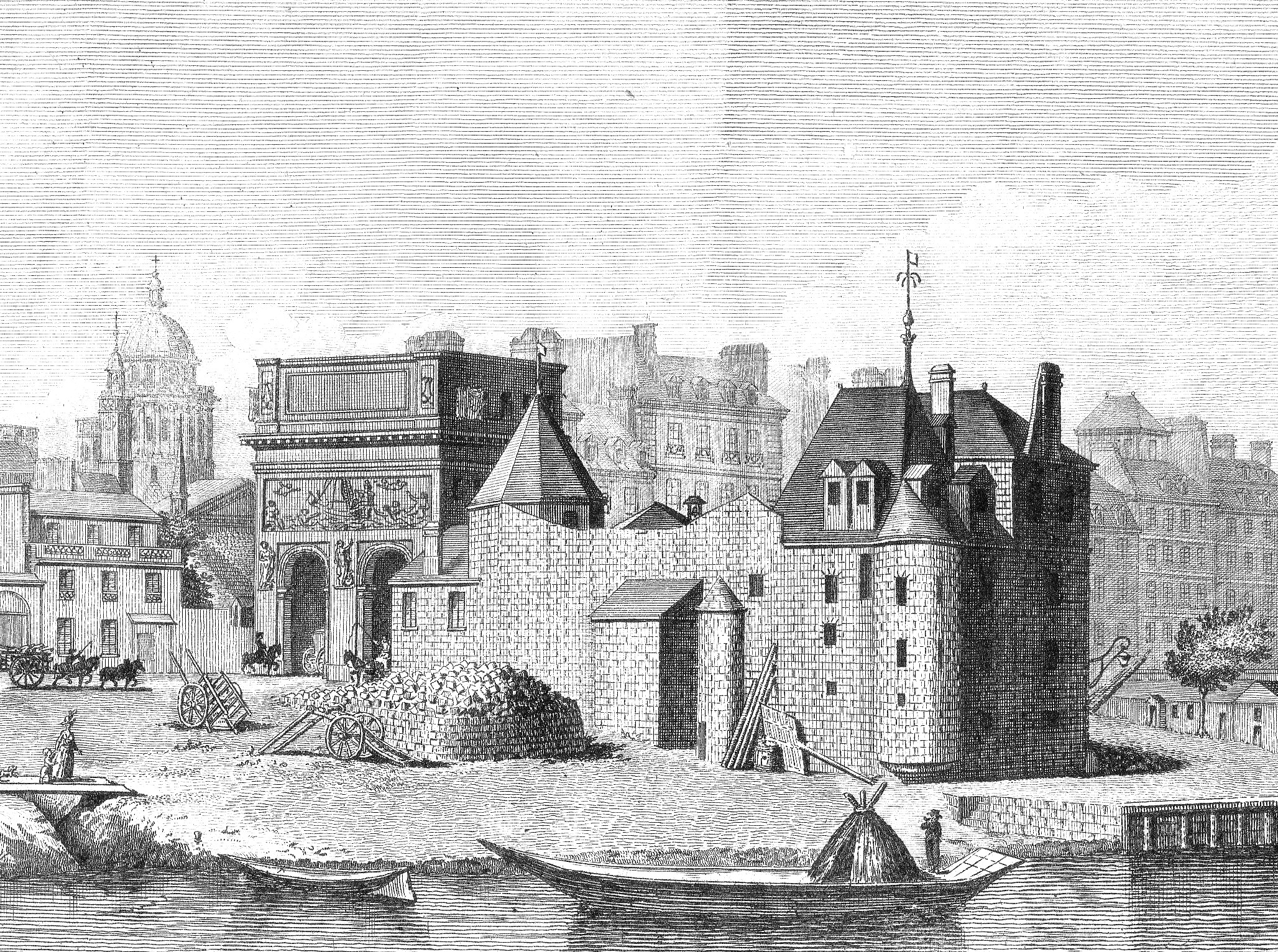
Porte Saint-Bernard und Château de la Tournelle um 1780.